# Frank Boya
Frank Boya (1 juli 1996) is een Kameroens voetballer die sinds 2023 uitkomt voor Amiens SC. Boya is een verdedigende middenvelder.

## Clubcarrière
Boya werd in januari 2017 door 1860 München weggeplukt bij APEJES Mfou. Hetzelfde jaar nog maakte hij de overstap naar de Belgische eersteklasser Royal Excel Moeskroen. Bij Moeskroen speelde hij in zijn eerste seizoen slechts vijf wedstrijden. Het seizoen daarop steeg zijn aantal speelminuten. Gaandeweg ging Boya meer zijn stempel drukken, waarop in de winter van 2020 naast AA Gent ook KRC Genk, Standard Luik en Royal Antwerp FC interesse toonde in de Kameroener wiens contract in de zomer van 2020 afliep.
Hoewel Boya het meest aan AA Gent gelinkt werd, tekende hij in juni 2020 transfervrij bij Antwerp.

## Clubstatistieken
| Seizoen         | Club              | Land               | Competitie         | Competitie | Competitie | Beker | Beker | Supercup | Supercup | Europees | Europees | Totaal | Totaal |
| Seizoen         | Club              | Land               | Competitie         | Wed.       | Dlp.       | Wed.  | Dlp.  | Wed.     | Dlp.     | Wed.     | Dlp.     | Wed.   | Dlp.   |
| --------------- | ----------------- | ------------------ | ------------------ | ---------- | ---------- | ----- | ----- | -------- | -------- | -------- | -------- | ------ | ------ |
| 2016/17         | 1860 München      | Vlag van Duitsland | 2. Bundesliga      | 0          | 0          | 0     | 0     | —        | —        | —        | —        | 0      | 0      |
| 2017/18         | Excel Moeskroen   | Vlag van België    | Jupiler Pro League | 5          | 0          | 0     | 0     | —        | —        | —        | —        | 5      | 0      |
| 2018/19         | Excel Moeskroen   | Vlag van België    | Jupiler Pro League | 30         | 2          | 2     | 1     | —        | —        | —        | —        | 32     | 3      |
| 2019/20         | Excel Moeskroen   | Vlag van België    | Jupiler Pro League | 28         | 2          | 2     | 0     | —        | —        | —        | —        | 30     | 2      |
| 2020/21         | Royal Antwerp FC  | Vlag van België    | Jupiler Pro League | 12         | 0          | 1     | 0     | —        | —        | 5        | 0        | 18     | 0      |
| 2021/22         | Royal Antwerp FC  | Vlag van België    | Jupiler Pro League | 1          | 0          | 0     | 0     | —        | —        | 0        | 0        | 1      | 0      |
| 2021/22         | → Zulte Waregem   | Vlag van België    | Jupiler Pro League | 17         | 0          | 1     | 0     | —        | —        | —        | —        | 18     | 0      |
| 2022/23         | → St-Truidense VV | Vlag van België    | Jupiler Pro League | 31         | 1          | 3     | 0     | —        | —        | —        | —        | 34     | 1      |
| 2023/24         | Amiens SC         | Vlag van Frankrijk | Ligue 2            | 16         | 0          | 2     | 0     | —        | —        | —        | —        | 18     | 0      |
| Carrière totaal | Carrière totaal   | Carrière totaal    | Carrière totaal    | 140        | 5          | 11    | 1     | 0        | 0        | 5        | 0        | 156    | 6      |

Bijgewerkt op 27 juni 2020.

## Interlandcarrière
Boya maakte op 6 januari 2016 zijn interlanddebuut voor Kameroen. In een vriendschappelijke interland tegen Rwanda (1-1) viel hij tijdens de rust in voor Ronald Ngah. Boya werd een jaar later door bondscoach Hugo Broos geselecteerd voor de Afrika Cup 2017, die Kameroen won. Boya kwam er echter geen minuut in actie.

## Erelijst
| Afrika Cup | 1x | 2017 |